# Idiops
Idiops es un género de arañas migalomorfas de la familia Idiopidae. Se encuentra en el Sur de Asia, África subsahariana, Sudamérica, Arabia y Sudeste de Asia.

## Lista de especies
Según The World Spider Catalog 11.5:
- Idiops angusticeps (Pocock, 1899)
- Idiops argus Simon, 1889
- Idiops arnoldi Hewitt, 1914
- Idiops aussereri Simon, 1876
- Idiops bersebaensis Strand, 1917
- Idiops bombayensis Siliwal, Molur & Biswas, 2005
- Idiops bonapartei Hasselt, 1888
- Idiops briodae (Schenkel, 1937)
- Idiops cambridgei Ausserer, 1875
- Idiops camelus (Mello-Leitão, 1937)
- Idiops castaneus Hewitt, 1913
- Idiops clarus (Mello-Leitão, 1946)
- Idiops constructor (Pocock, 1900)
- Idiops crassus Simon, 1884
- Idiops crudeni (Hewitt, 1914)
- Idiops curvicalcar Roewer, 1953
- Idiops curvipes (Thorell, 1899)
- Idiops damarensis Hewitt, 1934
- Idiops designatus O. Pickard-Cambridge, 1885
- Idiops fageli Roewer, 1953
- Idiops flaveolus (Pocock, 1901)
- Idiops fortis (Pocock, 1900)
- Idiops fossor (Pocock, 1900)
- Idiops fryi (Purcell, 1903)
- Idiops fulvipes Simon, 1889
- Idiops fuscus Perty, 1833
- Idiops garoensis (Tikader, 1977)
- Idiops gerhardti Hewitt, 1913
- Idiops germaini Simon, 1892
- Idiops gracilipes (Hewitt, 1919)
- Idiops grandis (Hewitt, 1915)
- Idiops gunningi Hewitt, 1913
- Idiops hamiltoni (Pocock, 1902)
- Idiops harti (Pocock, 1893)
- Idiops hepburni (Hewitt, 1919)
- Idiops hirsutipedis Mello-Leitão, 1941
- Idiops hirsutus (Hewitt, 1919)
- Idiops kanonganus Roewer, 1953
- Idiops kaperonis Roewer, 1953
- Idiops kazibius Roewer, 1953
- Idiops kentanicus (Purcell, 1903)
- Idiops lacustris (Pocock, 1897)
- Idiops lusingius Roewer, 1953
- Idiops madrasensis (Tikader, 1977)
- Idiops mafae Lawrence, 1927
- Idiops meadei O. Pickard-Cambridge, 1870
- Idiops melloleitaoi (Caporiacco, 1949)
- Idiops microps (Hewitt, 1913)
- Idiops monticola (Hewitt, 1916)
- Idiops monticoloides (Hewitt, 1919)
- Idiops mossambicus (Hewitt, 1919)
- Idiops munois Roewer, 1953
- Idiops neglectus L. Koch, 1875
- Idiops nigropilosus (Hewitt, 1919)
- Idiops ochreolus (Pocock, 1902)
- Idiops opifex (Simon, 1889)
- Idiops palapyi Tucker, 1917
- Idiops pallidipes Purcell, 1908
- Idiops parvus Hewitt, 1915
- Idiops petiti (Guérin, 1838)
- Idiops pirassununguensis Fukami & Lucas, 2005
- Idiops prescotti Schenkel, 1937
- Idiops pretoriae (Pocock, 1898)
- Idiops pulcher Hewitt, 1914
- Idiops pulloides Hewitt, 1919
- Idiops pullus Tucker, 1917
- Idiops pungwensis Purcell, 1904
- Idiops pylorus Schwendinger, 1991
- Idiops rastratus (O. Pickard-Cambridge, 1889)
- Idiops robustus (Pocock, 1898)
- Idiops rohdei Karsch, 1886
- Idiops royi Roewer, 1961
- Idiops santaremius (F. O. Pickard-Cambridge, 1896)
- Idiops schenkeli Lessert, 1938
- Idiops siolii (Bücherl, 1953)
- Idiops straeleni Roewer, 1953
- Idiops striatipes Purcell, 1908
- Idiops sylvestris (Hewitt, 1925)
- Idiops syriacus O. Pickard-Cambridge, 1870
- Idiops thorelli O. Pickard-Cambridge, 1870
- Idiops upembensis Roewer, 1953
- Idiops vandami (Hewitt, 1925)
- Idiops versicolor (Purcell, 1903)
- Idiops wittei Roewer, 1953
- Idiops yemenensis Simon, 1890